# Огродники (гміна Біла Підляська)
Огродники (пол. Ogrodniki) — село в Польщі, у гміні Біла Підляська Більського повіту Люблінського воєводства.
Населення — 85 осіб (2011).
У 1975-1998 роках село належало до Білопідляського воєводства.

## Демографія
Демографічна структура станом на 31 березня 2011 року:
|          | Загалом | Допрацездатний вік | Працездатний вік | Постпрацездатний вік |
| -------- | ------- | ------------------ | ---------------- | -------------------- |
| Чоловіки | 39      | 10                 | 25               | 4                    |
| Жінки    | 46      | 9                  | 26               | 11                   |
| Разом    | 85      | 19                 | 51               | 15                   |